# 黑屋湾水库
黑屋湾水库位于中国湖北省随州市随县新街镇唐家河村，是一座以防洪、灌溉为主，兼有发电、养殖等功能的大（二）型水库，于1957年动工兴建，1958年4月竣工。